# Revolverlady
Revolverlady (Originaltitel: Frenchie) ist eine US-amerikanische Westernkomödie aus dem Jahr 1950 von Louis King mit Joel McCrea und Shelley Winters in den Hauptrollen. Der Film wurde von Universal Pictures produziert und ist ein Remake des 1939 entstandenen Westerns Der große Bluff. Wie das Original basiert der Film auf dem Roman Destry Rides Again von Max Brand.

## Handlung
In dem Städtchen Bottleneck wird der Gauner Frank Dawson von seinem Komplizen Pete Lambert ermordet. Dawsons junge Tochter kommt in ein Heim. Mit den Jahren arbeitet die junge Frau viel und bekommt von einer Familie den Spitznamen Frenchie Fontaine. Ihr Ziel ist und bleibt die Rache für den Mord an ihrem Vater.
Frenchie wird wohlhabend und bekannt als Besitzerin eines Casinos in New Orleans. Mit ihrer besten Freundin, der Gräfin, reist sie nach Bottleneck. Sie erfährt, dass Sheriff Tom Banning alle Spielstätten schließen ließ. Die Casinobesitzer zogen in die Nachbarstadt Chuckaluck, die von Lambert kontrolliert wird. Frenchie kauft das leerstehende ehemalige Casino Scarlet Angel von Jim Dobbs, den sie als Manager einstellt. Zudem holt sie Angestellte aus New Orleans nach Bottleneck. Frenchie erfährt, dass Lambert einen Anschlag plant. Im Casino entbrennt ein Kampf, bis Sheriff Banning einschreitet und Lambert die Pistole aus der Hand schlägt.
Nach Wochen zeigt sich der Erfolg des Casinos, auch wenn Frenchie von Bannings ständiger Anwesenheit genervt ist. Ihr Mitarbeiter Lance Cole, der heimlich in sie verliebt ist, sieht in dem Sheriff einen möglichen Rivalen. Banning wird von streng gläubigen Einwohnern mit Beschwerden über das Casino überhäuft, doch solange Frenchie kein Gesetz bricht, kann er nichts machen.
In der Kirche begegnet Banning seiner Ex-Verlobten Diana Gorman, die den Bankier Clyde Gorman geheiratet hat. Dem eifersüchtigen Ehemann ist klar, dass sie ihn nur wegen seines Geldes geheiratet hat. Banning bemerkt, dass Frenchie ein Grab auf dem Friedhof besucht. Sie gesteht ihm ihre Verwandtschaft mit Dawson und ihren Racheplan. Banning beginnt, Auskünfte über Lambert einzuziehen. In Chuckaluck sucht Frenchie Lambert auf und will ihn dazu bringen, ihr Partner zu werden. Lambert sieht Banning, der Frenchie gefolgt ist und will auf ihn schießen, doch der Sheriff kann entkommen.
Einige Tage später unternimmt Gorman eine Bürgerabstimmung gegen das Glücksspiel. Frenchie sabotiert dies mit der Ankündigung eines angeblichen Goldfundes. Banning warnt sie, die Stadt zu ruinieren. Am Abend sucht Diana Banning auf um ihm ihre Liebe zu gestehen. Er weist sie ab, doch werden sie von Gorman gesehen. Diana bietet Frenchie an, das Casino zu kaufen, um es dann zu schließen. Unabsichtlich enthüllt sie, dass ihr Mann mit Lambert gemeinsame Sache macht. Zwischen den Frauen entbrennt ein Kampf, den Banning beendet. Er bringt Diana nach Hause, während Frenchie Lance und der Gräfin mitteilt, dass sie die Mörder ihres Vaters kenne und sie keine blutige Rache mehr wolle.
In der Nacht wird Gorman in den Rücken geschossen. Banning gerät unter Mordverdacht und wird festgenommen. Frenchie kann Banning befreien, der in die Berge flieht. Banning hat ein Schreiben gefunden, dass Gormans und Lamberts Zusammenarbeit beweist. Er verdächtigt nun Frenchie des Mordes, seine Flucht sollte ihn nur noch verdächtiger machen. Er begegnet Dobbs, der ihm mitteilt, dass Lambert das Scarlet Angel mit Gewalt übernehmen will.
Banning eilt nach Bottleneck und versucht, Frenchie zum Verlassen der Stadt zu bringen. Frenchie gesteht, dass sie ihn liebe, ihn aber nun verlassen werde. Als sie mit Lance und der Gräfin die Stadt verlässt, erscheint Lambert mit seinen Männern. Diana will ein Blutvergießen verhindern und gesteht vor den Einwohnern, dass sie ihren Mann in Notwehr erschossen habe. Banning hat das Geständnis nicht gehört und trifft im Casino auf Lambert, der seine Waffe zückt. Banning ist schneller und tötet ihn.
Als Banning von Dianas Geständnis erfährt, sendet er seinen Freund, den Bürgermeister Harding, aus, um Frenchie zurückzuholen. Als Frenchie ankommt, findet sie Banning in einer der Zellen vor. Während Harding die Gräfin am Arm hinausführt, schließt sich Frenchie in Bannings Zelle mit ein und wirft den Schlüssel weg.

## Produktion
Gedreht wurde der Film vom 18. April bis Anfang Mai 1950 im Inyo National Forest sowie in den Universal-Studios in Universal City.

## Stab und Besetzung
Alexander Golitzen und Bernard Herzbrun waren die Art Directors, Oliver Emert und Russell A. Gausman die Szenenbildner. Leslie I. Carey und Glenn E. Anderson waren für den Ton verantwortlich.
In kleinen nicht im Abspann erwähnten Nebenrollen traten Rudy Bowman, George Eldredge, Whitey Hughes, Chubby Johnson, Jerry Paris und Hank Worden auf.

## Synchronisation
Es entstanden für den Film zwei Synchronfassungen. Die erste wurde 1951 für den Kino-Einsatz erstellt.
| Rolle             | Schauspieler    | Deutscher Synchronsprecher |
| ----------------- | --------------- | -------------------------- |
| Tom Banning       | Joel McCrea     | Siegfried Schürenberg      |
| Frenchie Fontaine | Shelley Winters | Gisela Trowe               |
| Pete Lambert      | Paul Kelly      | Fritz Tillmann             |
| Gräfin            | Elsa Lanchester | Tatjana Sais               |
| Lance Cole        | John Russell    | Klaus Miedel               |

Die zweite Synchronfassung wurde 1984 von Taunus Ton Bearbeitung in Frankfurt (Main) für die TV-Ausstrahlung erstellt.
| Rolle                 | Schauspieler     | Deutscher Synchronsprecher |
| --------------------- | ---------------- | -------------------------- |
| Tom Banning           | Joel McCrea      | Norbert Langer             |
| Frenchie Fontaine     | Shelley Winters  | Evelyn Maron               |
| Pete Lambert          | Paul Kelly       | Randolf Kronberg           |
| Gräfin                | Elsa Lanchester  | Marianne Prenzel           |
| Clyde Gorman          | John Emery       | Hartmut Reck               |
| Bürgermeister Harding | George Cleveland | Alf Marholm                |

## Veröffentlichung
Die Premiere des Films fand am 26. November 1950 in London statt. Der US-Start erfolgte am 25. Dezember 1950. In der Bundesrepublik Deutschland kam er am 18. April 1952 in die Kinos, in Österreich im Juni 1952.

## Kritiken
Das Lexikon des internationalen Films schrieb: „Komödiantische Mischung aus Western und Abenteuerfilm, in dem nur die aus der Vorlage übernommene Rauferei zwischen zwei Frauen aus dem Rahmen fällt; insgesamt ein schwaches Remake der glänzenden Western-Komödie "Der große Bluff".“
Der Kritiker des TV Guide beschrieb den Film als lahme Imitation und flachen Western mit einer geradezu schlampigen Shelley Winters.